# Верхньодрагунське
Верхньодрагу́нське — село в Україні, у Смирновській сільській громаді Пологівського району Запорізької області. Населення становить 16 осіб.

## Географія
Село Верхньодрагунське знаходиться на одному з витоків річки Кінська, нижче за течією на відстані 1 км розташоване село Діброва.

## Історія
12 червня 2020 року, відповідно до Розпорядження Кабінету Міністрів України від № 713-р «Про визначення адміністративних центрів та затвердження територій територіальних громад Запорізької області», увійшло до складу Смирновської сільської громади.
17 липня 2020 року, в результаті адміністративно-територіальної реформи і ліквідації Більмацького району, село увійшло до складу Пологівського району.